# Rock Me Amadeus

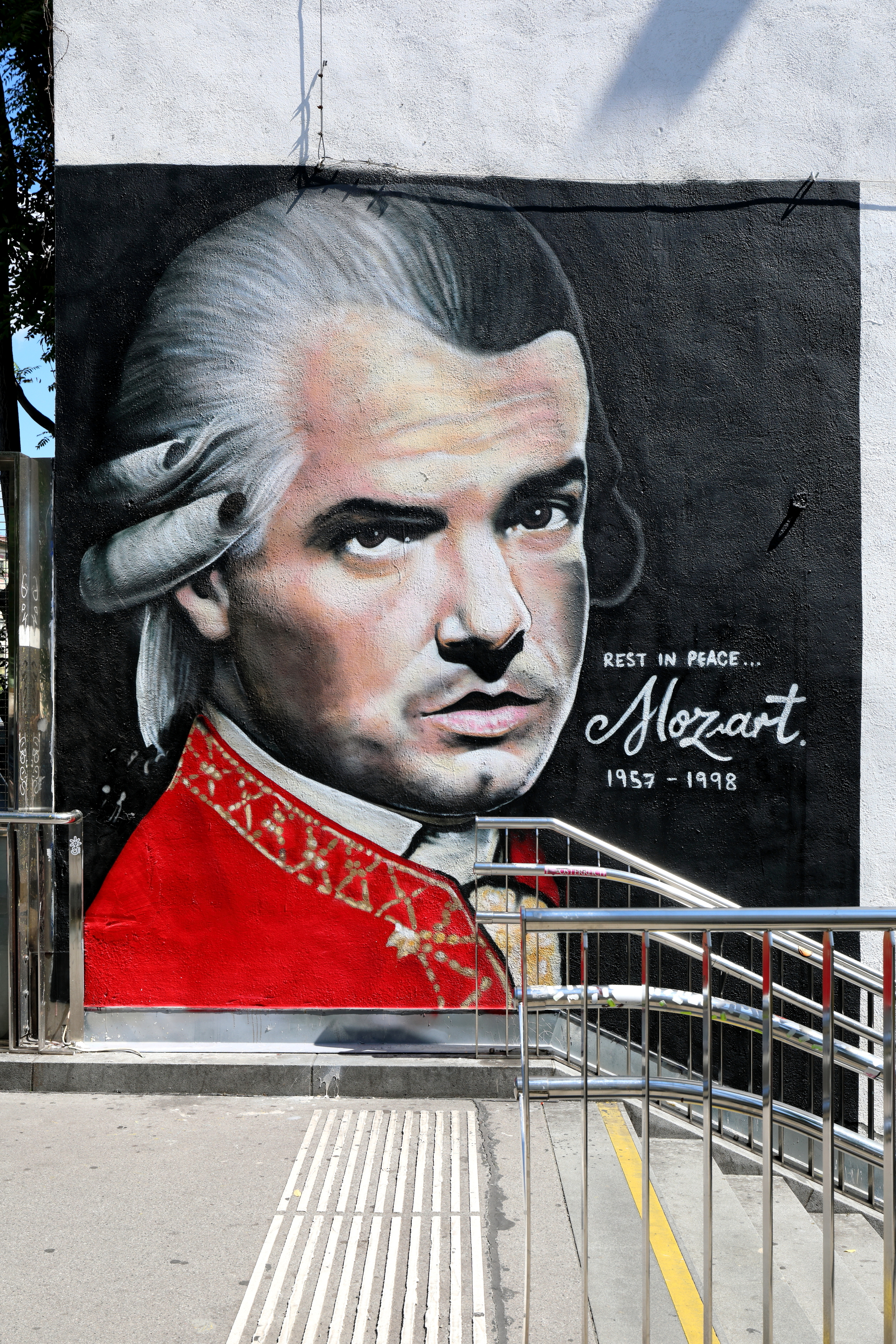
Metrostation Kettenbrueckengasse, Wenen, Hans Hölzel (Falco) - Amadeus

Rock me Amadeus is een single van de Oostenrijkse zanger Falco uit 1985 en is afkomstig van het album Falco 3. Het is geschreven door het Nederlandse producersduo Bolland & Bolland. De originele versie was in 1985 niet erg succesvol.
De plaat was in het voorjaar van 1986 in een speciale Canadian-American '86 Mix  versie wél zeer succesvol; zo werd het de enige hit van Falco in de Verenigde Staten en was het een van de twee singles die in het Verenigd Koninkrijk de top tien in de UK Singles Chart bereikten.
In Nederland was deze versie van de plaat op donderdag 24 april 1986 TROS Paradeplaat op Radio 3 en werd mede hierdoor een gigantische hit. De plaat bereikte de 2e positie in de Nationale Hitparade en de 3e positie in de Nederlandse Top 40. In de Europese hitlijst op Radio 3, de TROS Europarade, werd de 4e positie bereikt.
In België bereikte de single de 2e positie in zowel de Vlaamse Ultratop 50 als de Vlaamse Radio 2 Top 30.

## Hitnoteringen

### Nederlandse Top 40
| Hitnotering: 03-05-1986 t/m 05-07-1986 | Hitnotering: 03-05-1986 t/m 05-07-1986 | Hitnotering: 03-05-1986 t/m 05-07-1986 | Hitnotering: 03-05-1986 t/m 05-07-1986 | Hitnotering: 03-05-1986 t/m 05-07-1986 | Hitnotering: 03-05-1986 t/m 05-07-1986 | Hitnotering: 03-05-1986 t/m 05-07-1986 | Hitnotering: 03-05-1986 t/m 05-07-1986 | Hitnotering: 03-05-1986 t/m 05-07-1986 | Hitnotering: 03-05-1986 t/m 05-07-1986 | Hitnotering: 03-05-1986 t/m 05-07-1986 | Hitnotering: 03-05-1986 t/m 05-07-1986 |
| Week:                                  | 1                                      | 2                                      | 3                                      | 4                                      | 5                                      | 6                                      | 7                                      | 8                                      | 9                                      | 10                                     |                                        |
| -------------------------------------- | -------------------------------------- | -------------------------------------- | -------------------------------------- | -------------------------------------- | -------------------------------------- | -------------------------------------- | -------------------------------------- | -------------------------------------- | -------------------------------------- | -------------------------------------- | -------------------------------------- |
| Positie:                               | 36                                     | 11                                     | 6                                      | 4                                      | 3                                      | 3                                      | 7                                      | 14                                     | 22                                     | 32                                     | uit                                    |

### Nationale Hitparade

#### Rock me Amadeus
| Hitnotering: 13-07-1985 t/m 27-07-1985 | Hitnotering: 13-07-1985 t/m 27-07-1985 | Hitnotering: 13-07-1985 t/m 27-07-1985 | Hitnotering: 13-07-1985 t/m 27-07-1985 |
| Week:                                  | 1                                      | 2                                      |                                        |
| -------------------------------------- | -------------------------------------- | -------------------------------------- | -------------------------------------- |
| Positie:                               | 46                                     | 50                                     | uit                                    |

#### Rock me Amadeus (Canadian / American '86-mix)
| Hitnotering: 03-05-1986 t/m 05-07-1986 | Hitnotering: 03-05-1986 t/m 05-07-1986 | Hitnotering: 03-05-1986 t/m 05-07-1986 | Hitnotering: 03-05-1986 t/m 05-07-1986 | Hitnotering: 03-05-1986 t/m 05-07-1986 | Hitnotering: 03-05-1986 t/m 05-07-1986 | Hitnotering: 03-05-1986 t/m 05-07-1986 | Hitnotering: 03-05-1986 t/m 05-07-1986 | Hitnotering: 03-05-1986 t/m 05-07-1986 | Hitnotering: 03-05-1986 t/m 05-07-1986 | Hitnotering: 03-05-1986 t/m 05-07-1986 | Hitnotering: 03-05-1986 t/m 05-07-1986 |
| Week:                                  | 1                                      | 2                                      | 3                                      | 4                                      | 5                                      | 6                                      | 7                                      | 8                                      | 9                                      | 10                                     |                                        |
| -------------------------------------- | -------------------------------------- | -------------------------------------- | -------------------------------------- | -------------------------------------- | -------------------------------------- | -------------------------------------- | -------------------------------------- | -------------------------------------- | -------------------------------------- | -------------------------------------- | -------------------------------------- |
| Positie:                               | 16                                     | 5                                      | 2                                      | 3                                      | 3                                      | 6                                      | 9                                      | 17                                     | 30                                     | 33                                     | uit                                    |

### TROS Europarade
Hitnotering: 26-04-1986 t/m 26-07-1986. Hoogste notering: #4 (2 weken).

### Vlaamse Radio 2 Top 30
| Hitnotering: 10-05-1986 t/m 12-07-1986 | Hitnotering: 10-05-1986 t/m 12-07-1986 | Hitnotering: 10-05-1986 t/m 12-07-1986 | Hitnotering: 10-05-1986 t/m 12-07-1986 | Hitnotering: 10-05-1986 t/m 12-07-1986 | Hitnotering: 10-05-1986 t/m 12-07-1986 | Hitnotering: 10-05-1986 t/m 12-07-1986 | Hitnotering: 10-05-1986 t/m 12-07-1986 | Hitnotering: 10-05-1986 t/m 12-07-1986 | Hitnotering: 10-05-1986 t/m 12-07-1986 | Hitnotering: 10-05-1986 t/m 12-07-1986 | Hitnotering: 10-05-1986 t/m 12-07-1986 |
| Week:                                  | 1                                      | 2                                      | 3                                      | 4                                      | 5                                      | 6                                      | 7                                      | 8                                      | 9                                      | 10                                     |                                        |
| -------------------------------------- | -------------------------------------- | -------------------------------------- | -------------------------------------- | -------------------------------------- | -------------------------------------- | -------------------------------------- | -------------------------------------- | -------------------------------------- | -------------------------------------- | -------------------------------------- | -------------------------------------- |
| Positie:                               | 8                                      | 3                                      | 4                                      | 3                                      | 2                                      | 3                                      | 3                                      | 4                                      | 6                                      | 19                                     | uit                                    |

### NPO Radio 2 Top 2000
| Nummer met noteringen in de NPO Radio 2 Top 2000 | '00  | '01  | '02  | '03  | '04  | '05  | '06  | '07 | '08  | '09-'10 | '11  | '12  | '13  | '14  | '15  |
| ------------------------------------------------ | ---- | ---- | ---- | ---- | ---- | ---- | ---- | --- | ---- | ------- | ---- | ---- | ---- | ---- | ---- |
| Rock Me Amadeus                                  | 1188 | 1045 | 1033 | 1986 | 1660 | 1631 | 1667 | -   | 1848 | -       | 1814 | 1760 | 1704 | 1744 | 1707 |

1. ↑  Een '-' betekent dat het nummer niet was genoteerd en een vetgedrukt getal geeft de hoogste notering aan.
2. ↑  2000 was het eerste jaar met een notering voor dit nummer.
3. ↑  Deze tabel is bijgewerkt tot en met de laatste editie (2024).

## Cover
De Duitse Powermetal- en popband Edguy coverde het nummer op het album Space Police -  Defenders of the Crown, dat uitkwam op 16 april 2014.
Ook de Duitse groep Umbra et Imago coverde deze hit en is te beluisteren op het album Mea Culpa.
Het eerste seizoen van MiniStars bevatte een Nederlandstalige bewerking van het nummer.